# Begidžjan
Il Begidžjan o Begidjan (in russo Бегидян?) è un fiume della Russia siberiana orientale, affluente di destra della Lena. Scorre nel Žiganskij ulus della Repubblica Autonoma della Sacha-Jacuzia.
Il fiume è formato dalla confluenza dei fiumi Tarynnach (Тарыннах, lungo 67 km) proveniente da destra e Buor-Salyr-Taryna (Буор-Салыр-Тарына, 63 km) da sinistra che scendono dai modesti rilievi dei monti Byrandja, nel sistema dei monti di Verchojansk. Il fiume scorre poi nel suo basso corso nel bassopiano della Jacuzia centrale e sfocia nella Lena a 740 km dalla foce. Il maggior affluente è il fiume Sejimčen (lungo 56 km) proveniente dalla destra.
Il fiume non incontra centri urbani di rilievo in tutto il suo corso; è gelato, mediamente, dalla prima metà di ottobre alla fine di maggio.